# Павловское (деревня, городской округ Шаховская)
Павловское — деревня в городском округе Шаховская Московской области.

## Население
| 1859 | 1926 | 2002 | 2006 | 2010 |
| ---- | ---- | ---- | ---- | ---- |
| 89   | ↗98  | ↘2   | ↘1   | ↘0   |

## География
Деревня расположена в центральной части округа, примерно в 10 км к юго-востоку от райцентра Шаховская, на правом берегу реки Хлупни (она же Костинка, левый приток Рузы), высота центра над уровнем моря 222 м. Ближайшие населённые пункты — Игнатково на противоположном берегу реки и Андреевское на северо-востоке.
В деревне две улицы — Окружная и Центральная.

## Исторические сведения
В середине XIX века деревня Павловская относилась к 1-му стану Волоколамского уезда Московской губернии и принадлежала княгине Аделаиде Павловне Голицыной. В деревне было 11 дворов, крестьян 46 душ мужского пола и 50 душ женского.
В «Списке населённых мест» 1862 года — владельческая деревня 1-го стана Волоколамского уезда по правую сторону Московского тракта, шедшего от границы Зубцовского уезда на город Волоколамск, в 20 верстах от уездного города, при речке Костинке, с 14 дворами и 89 жителями (40 мужчин, 49 женщин).
По данным на 1890 год входила в состав Бухоловской волости, число душ мужского пола составляло 16 человек.
В 1913 году — 13 дворов.
По материалам Всесоюзной переписи населения 1926 года — деревня Андреевского сельсовета, проживало 98 человек (46 мужчин, 52 женщины), насчитывалось 18 крестьянских хозяйств.
С 1929 года — населённый пункт в составе Шаховского района Московской области.
1994—1995 гг. — деревня Черленковского сельского округа Шаховского района.
1995—2006 гг. — деревня Бухоловского сельского округа Шаховского района.
2006—2015 гг. — деревня сельского поселения Степаньковское Шаховского района.
2015 г. — н. в. — деревня городского округа Шаховская Московской области.